# Muna (kommun)
Muna är en kommun i Mexiko.   Den ligger i delstaten Yucatán, i den östra delen av landet, 1 000 km öster om huvudstaden Mexico City. Antalet invånare är 12 336. Arean är 271 kvadratkilometer.
Terrängen i Muna är platt.
Följande samhällen finns i Muna:
- Muna
- San José Tipceh